# Symmachia hilaria
Symmachia hilaria är en fjärilsart som beskrevs av William Chapman Hewitson 1867. Symmachia hilaria ingår i släktet Symmachia och familjen Riodinidae. Inga underarter finns listade i Catalogue of Life.